# 托馬什·貝爾迪赫
托馬什·貝爾迪赫（捷克語：Tomáš Berdych，1985年9月17日—），已退役的捷克職業網球運動員，最高單打排名為世界第4。伯蒂奇於2010年法國網球公開賽打入半决赛，及後更于於溫布頓網球錦標賽首次打入大满贯決賽並獲得亞軍，是其職業生涯於大滿貫賽事中最佳的成績。

## 職業生涯

### 2002年
伯蒂奇转入职业网坛，并获得了两项挑战赛的冠军。当年首次参加了四大满贯赛事的温网，首轮即遭淘汰出局。赛季结束后，排名升高800多位，从第1379来到第572。

### 2003年
伯蒂奇赢下了三项挑战赛的冠军，还进入了6项赛事的半决赛。并在首次参加的美网上，以资格赛选手的身份来到第二轮，输给了阿根廷好手切拉。美网首轮的胜利，也是他在职业巡回赛中获得的首场胜利，并拿下ATP巡回赛的200积分，2003年对伯蒂奇来说算是职业生涯的一个良好开端。并在这一年，他首次参加戴维斯杯，与诺瓦克配合双打，主场迎战泰国队。

### 2004年
对伯蒂奇来说仍算是非常不错的一年，在这一年的西西里岛巴勒莫赛事上，决赛中击败意大利本土选手菲利波·沃蘭德里获得了自己职业生涯的第一个冠军。这也是他首次击败TOP50选手。本年度他依然参加了许多挑战赛，并获得了四项赛事的冠军。澳网中，首轮击败尼古拉·馬俞，在第二轮遭遇安德烈·阿加西，被淘汰出局。随后的雅典奥运会，在第二轮逆转擊敗羅傑·費德勒製造出最大的冷门。随后又击败西班牙好手托米·羅布雷多，但在四分之一决赛中不敌美国选手泰勒·丹特出局。随后，表现稳定，并在美网杀入第四轮，最后不敌哈斯被淘汰出局。年终排名45位。

### 2005年
伯蒂奇开局不利，在阿德莱德，悉尼，澳网均首轮出局。马赛，鹿特丹，迪拜止步于次轮。在接下来的印第安维尔斯站，取得了包括战胜安西奇在内的两场胜利，第三轮输给柳比西奇。接下来的比赛相当有戏剧性。迈阿密，埃斯托利尔，罗马，伦敦再次皆止步首轮。接下来的蒙特卡洛，汉堡，法国网球公开赛，诺丁汉皆止步次轮。在随后的温布尔登公开赛稍有起色，进入到了第三轮。总的来说，下半年比上半年稍好，但也十分不稳定。然而，在年度最后一项大师赛法国巴黎大师赛中，伯蒂奇表现出了惊人的爆发力，一路击败众多高手，获得第一个大师赛级别的冠军。年终排名定在25位。

### 2006年
年初的表现依旧很糟糕。悉尼，澳网，马赛，迪拜，鹿特丹都早早出局。只是在印第安维尔斯站击败休伊特闯进了第四轮。在此之后的赛事表现都比较出色，并在法网温网美网大满贯赛事中均闯入到第四轮，法网温网败给费德勒，美网败给本土选手布雷克。虽然在马德里站的四分之一决赛中不敌冈萨雷斯，但也凭借红土赛季的良好发挥，排名升至第十位，这也是他首进TOP，但是只保持的两周的时间。虽然没有拿下本年度的任何一个巡回赛冠军，但是在哈雷和孟买都闯进了决赛，分别败给了费德勒和图萨诺夫。这一年伯蒂奇的排名一直保留在前20，已经成为捷克网球男单的头号选手，9月份，他参加了捷克对阵波兰的世界组附加赛，并帮助捷克队获得比赛胜利。年终排名13位。

### 2007年
开头似乎没有那么糟，澳网首次进入到第四轮。但是接下来的鹿特丹，迪拜，印第安维尔斯，迈阿密同样是早早出局。直到红土赛季，伯蒂奇才打出了自己的最佳状态，进入到多项赛事的半决赛。但是状态起伏太大，法网首轮即遭淘汰。随后的温网热身赛哈雷赛中，伯蒂奇决赛击败巴格达蒂斯，获得个人职业生涯的第三座冠军奖杯。这也为温网做好了热身准备，并在温网中创造个人大满贯最佳战绩──八强。辛辛那提站过后，他的排名来到世界第九，创历史新高。美网也进入到第四轮。07赛季是他比较不错的一年。进入过四项赛事的决赛，分别为蒙特卡洛，慕尼黑，东京和曼谷。年终排名14。

### 2008年
伯蒂奇08赛季从霍普曼杯开始。但是比赛的第一天就患了胃病，影响了发挥。悉尼站进入到四分之一决赛，澳网也进到第四轮。迈阿密大师赛进入到了半决赛，但是不敌纳达尔，无缘决赛。在四月举行的戴维斯杯中，非常不幸地，他的韧带被撕裂，不得不休息数周，错过许多重大赛事。直到大事系列赛汉堡站，他才伤愈复出。7月，在巴斯塔德赛事中，勇闯决赛，却不敌罗布雷多，屈居亚军。一个月后，他代表捷克共和国参加了在中国北京举行的奥运会，在第三轮中不敌费德勒。值得一提的是，9月的曼谷公开赛，再次闯进半决赛，不敌德约科维奇无缘决赛。但是在一个星期后的东京公开赛中，决赛击败德尔波特罗，获得职业生涯的第四冠。年终排名20。

### 2009年
年初的澳网，再次闯进第四轮，再次遭遇费德勒，在先拿两盘的情况下被逆转，遗憾出局。接下来的几站硬地赛事，同前几年一样，都早早出局。来到红土赛季，表现略好，并在宝马公开赛中，获得个人职业生涯的第五冠，也是至今为止唯一的一个红土赛事冠军。这一年最辉煌的成就应该是再次参加戴维斯杯，并帮助捷克队闯进决赛，决赛不敌西班牙，无缘冠军。年终排名20。

### 2010年
貝爾迪赫在排名上面，有很大的進步，首次上升到世界第六。雖然貝爾迪赫與其他七位球員比較起來，並沒有奪得任何一個巡迴賽冠軍。
貝爾迪赫在年初的表現平平，第一項大滿貫賽事澳洲公開賽在第二輪出局。
不過之後他的狀態有所轉變，在北美春季硬地賽季邁阿密大師賽闖入決賽，不敵地主天王安迪·羅迪克以7-5, 6-4而落敗。
之後他在年中兩項歐洲大滿貫系列賽的表現，給人很深的印象，貝爾迪赫在法國公開賽，第四輪擊敗英國著名球員安迪·穆雷，之後首次闖入大滿貫系列賽四強，結果大戰五盤以3-6, 6-3, 7-5, 3-6, 3-6不敵羅賓·索德靈。
貝爾迪赫更在溫布頓錦標賽大放異彩，在八強他以6-4, 3-6, 6-1, 6-4激戰四盤戰勝連續七年進入決賽的瑞士天王羅傑·費德勒和四強以6-3, 7-69, 6-3直落三盤戰勝世界第三諾瓦克·喬科維奇，首次闖入大滿貫決賽，雖然最終被重返巔峰的西班牙天王拉斐爾·納達爾以6-3, 7-5, 6-4直落三盤落敗。
但是溫布頓之後，他的狀態又滑落，美國公開賽則是首輪出局。
貝爾迪赫是首次ATP世界巡迴賽總決賽亮相。

### 2012年
美国网球公开赛的第一场男单半决赛中，战胜了费德勒之后得以首次闯进半决赛的六号种子伯蒂奇被三号种子穆雷在先丢一盘的情况下逆转，比分为：7-5/2-6/1-6/6-77

### 2017年
澳網第三輪，直落三盤不敵曾為世界排名第一的第17種子費德勒。

### 2019年
貝迪治於ATP年終賽後正式宣布退役。

## 大滿貫

### 男單亞軍（1）
| 年度 | 賽事         | 場地 | 決賽對手 | 對手國籍 | 勝方比分      |
| 2010 | 溫布頓錦標賽 | 草地 | 納達爾   | 西班牙   | 6-3, 7-5, 6-4 |

## 外部連結
- 官方网站
- 托馬什·貝爾迪赫（英文/西班牙文）的官方資料
- {{ITF profile}} 模板参数使用了ITF的url中已弃用的数字ID，请参见en:Template:ITF profile。
- 托馬什·貝爾迪赫的官方資料（英文）